# 카치카치야마

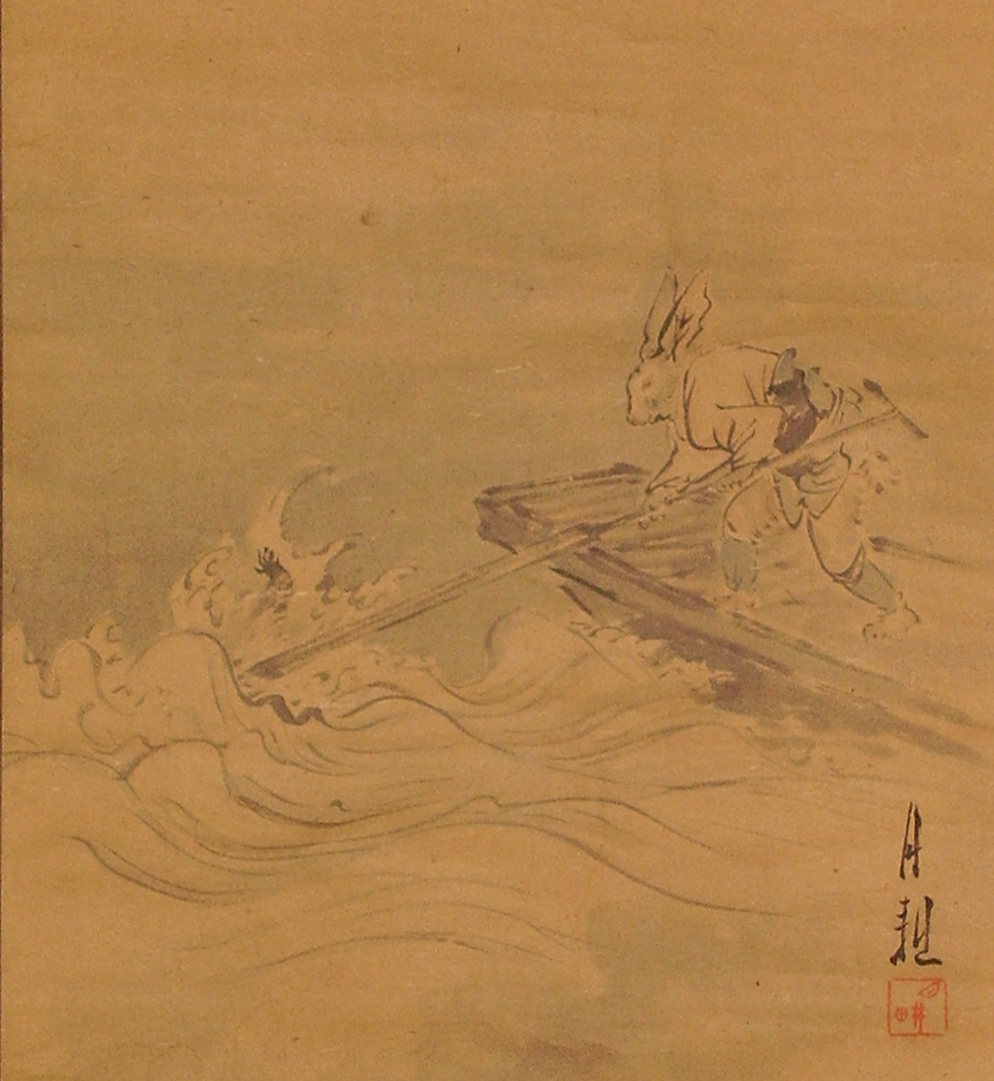
카치카치야마

카치카치야마(일본어: かちかち山)는 일본의 전래동화들 중 하나이다. 할머니와 할아버지가 밭농사를 하며 살고 있었는데, 성질이 악한 너구리가 찾아와서 할머니를 살해했다. 그후 토끼가 찾아와서 너구리에게 잔인한 복수를 해 주는 이야기이다.